# Amrita Sher-Gil
Amrita Sher-Gil (Budapest, Hungría; 30 de enero de 1913-Lahore, Pakistán; 5 de diciembre de 1941) fue una pintora india. Su padre, Umrao Singh Majitha, era un aristócrata punjabí sikh especialista en sánscrito y su madre, Marie Antoinette Gottesmann, era una cantante de ópera húngara-judía. Amrita es conocida como «la Frida Kahlo de la India», considerada como la pintora más importante del siglo XX de este país, cuyo legado es comparado con los maestros del Renacimiento bengalí, a pesar de que manifestó tener diferencias estilísticas. Por ello es conocida como la pintora más destacada de la India. Es la única asiática que formó parte del Gran Salón de París. Gran parte de su vida está documentada dado que su padre era un fotógrafo aficionado, algo raro para la época.

## Biografía
Nació en Budapest (Hungría), hija de un estudioso del sánscrito y persa y de una cantante de ópera judía. La parte más temprana de su infancia la pasó en la ciudad de Dunaharaszti en Hungría. En 1921 se mudó con su familia a Shimla, al norte de la India, donde comenzó a interesarse por el arte. A los tres años de residir en la India se mudó al lado de su madre a Italia para estudiar en el Colegio Santa Anunciata, donde conoció más acerca de pintura clásica. Sin embargo, fue expulsada al declararse atea.
En el año de 1927 regresó a vivir a la India donde su tío, el pintor húngaro Ervin Baktay, la alentó a estudiar pintura. Fue por eso que dos años más tarde decidió mudarse a París y se enroló la Académie de la Grande Chaumière, donde fue alumna de Lucien Simon y Pierre Vaillana. Después ingresó a la École des Beaux-Arts de París, lugar en el que se inspiró en pintores como Pierre-Auguste Renoir, Amedeo Modigliani, Paul Cézanne y Paul Gauguin. Ella misma admitió la influencia de este último en su obra Autorretrato como tahitiana de 1934.
En París comenzó a pintar con óleo inspirada en el realismo francés de los años 20 y 30. En este período se hace evidente la influencia de la pintora Suzanne Valadon, principalmente por su representación de sujetos femeninos, muchos de los cuales aparecían desnudos. En esa etapa Amrita Sher-Gil hace muchos autorretratos, desnudos femeninos y retratos de sus amistades en un estilo académico.
En el año de 1934 regresó a la India y comenzó a desarrollar un estilo propio basada en las escenas callejeras que veía en su país natal, especialmente el sur, el cual recorrió y capturó en su pintura. Uno de los lugares que más la marcaron fueron las Cuervas de Ajanta. En esta búsqueda Sher-Gil comenzó a combinar el estilo europeo con el de la India, siendo reconocida por esta fusión y su uso del color.
En 1937 regresó a Hungría, donde contrajo matrimonio con su primo Víctor Egan, con quien volvió a la India en 1939 estableciéndose en Saraya, una pequeña población ubicada en Uttar Pradesh. En esos años mostró afinidad con el Congreso Nacional Indio, partidarios de la independencia, y con las ideas de Mahatma Gandhi. En el año 1941 se mudó con su esposo a Lahore, donde él estableció un consultorio y ella un taller de pintura. Al poco tiempo de haber inaugurado su primera exposición individual, murió inesperadamente.
La mayoría de sus obras se exhiben en el National Gallery of Modern Art (NGMA), de Nueva Delhi.
Su sobrino, Vivan Sundaram, quien es artista plástico, se basó en su archivo fotográfico para crear fotomontajes que integran la exposición Re-take of Amrita.

## Fallecimiento
Falleció en Lahore, en el actual Pakistán en 1941 el 12 de abril a los 28 años de edad tras una enfermedad, la cual nunca ha sido aclarada. Un aborto fallido con posterior peritonitis se ha sugerido como posible causa de su muerte.

## Obras

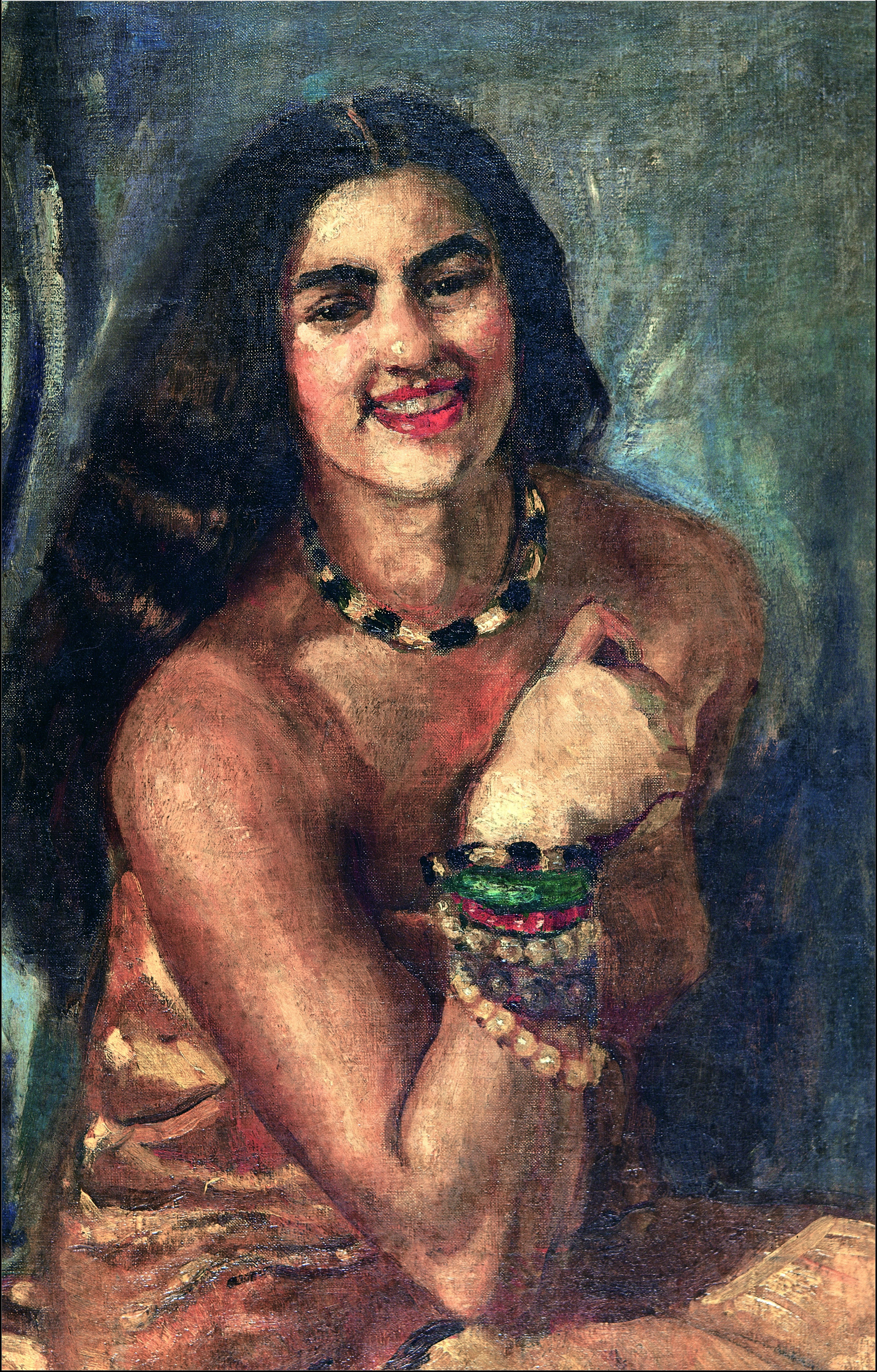
Autorretrato, 1930
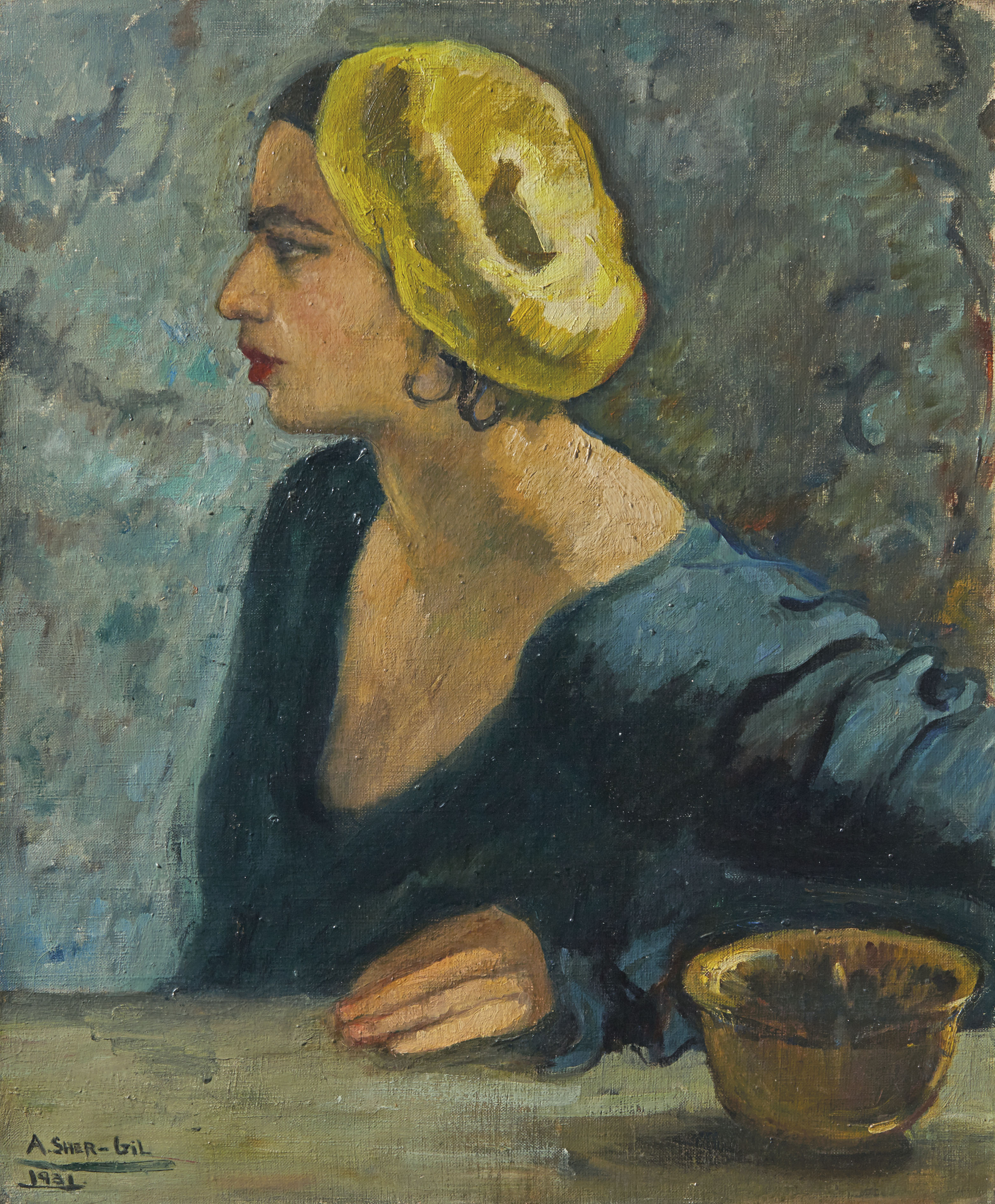
autorretrato (sin título), 1931
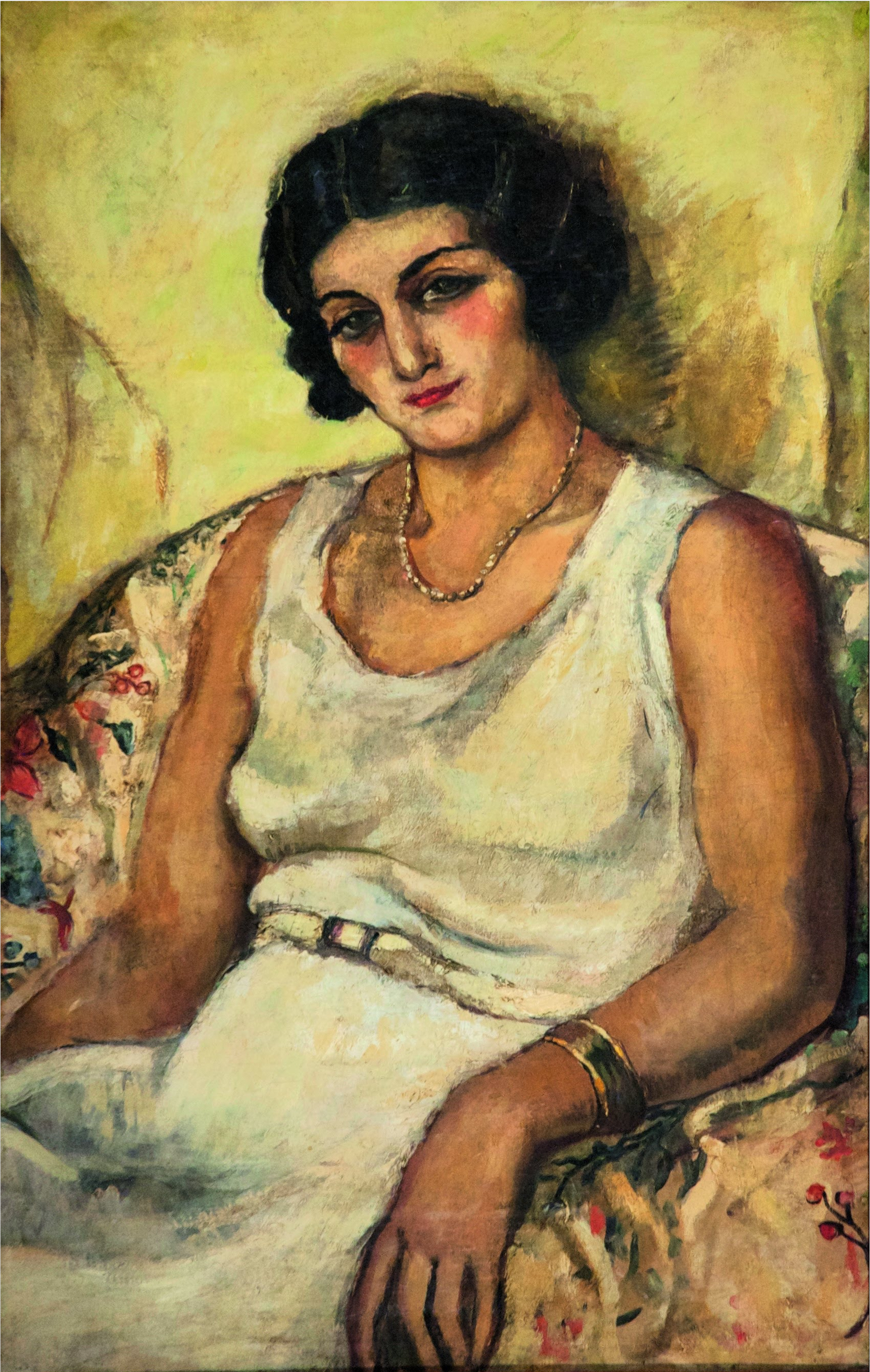
Klarra Szepessy, 1932
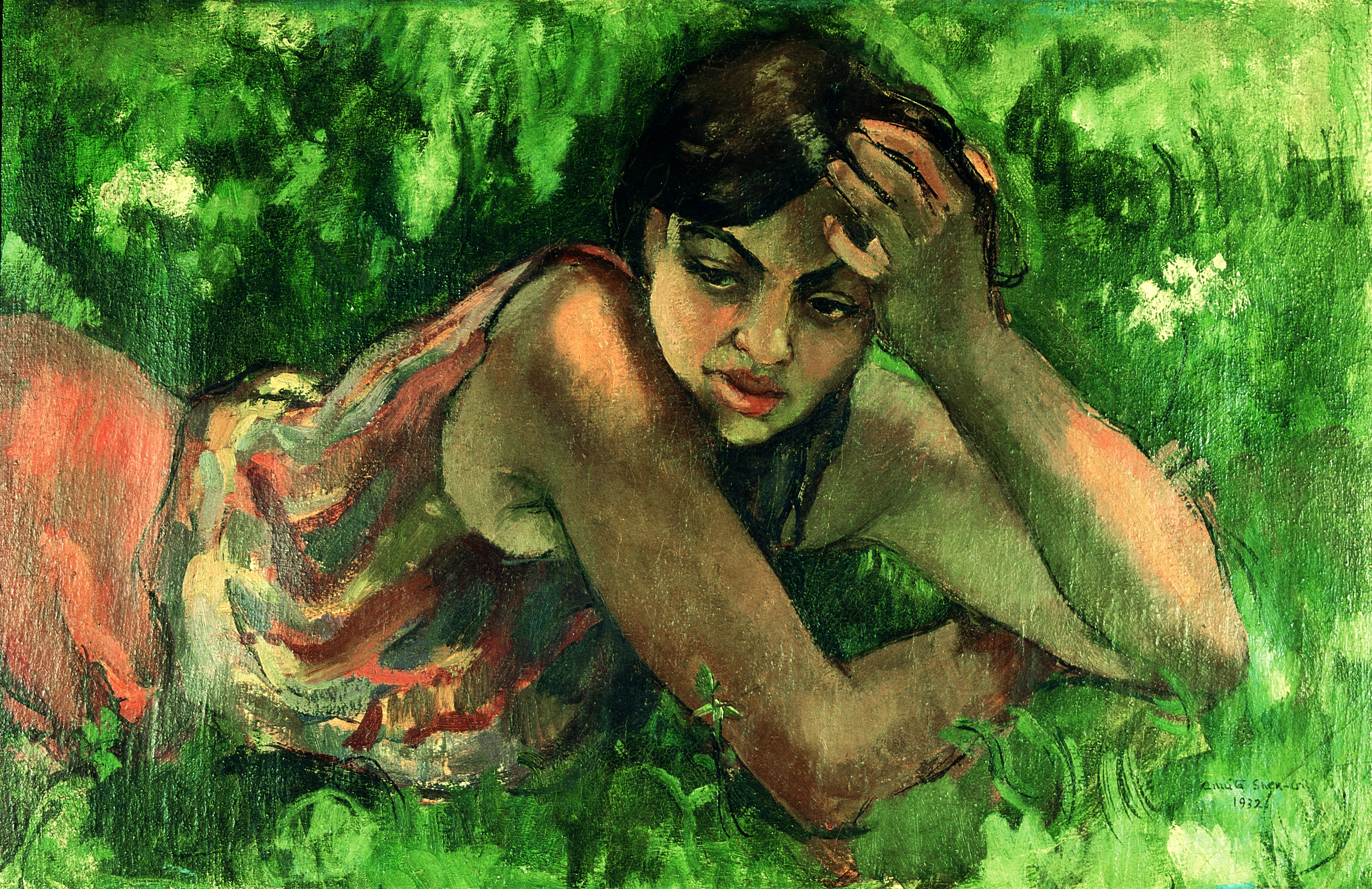
Hungarian Gypsy Girl, 1932
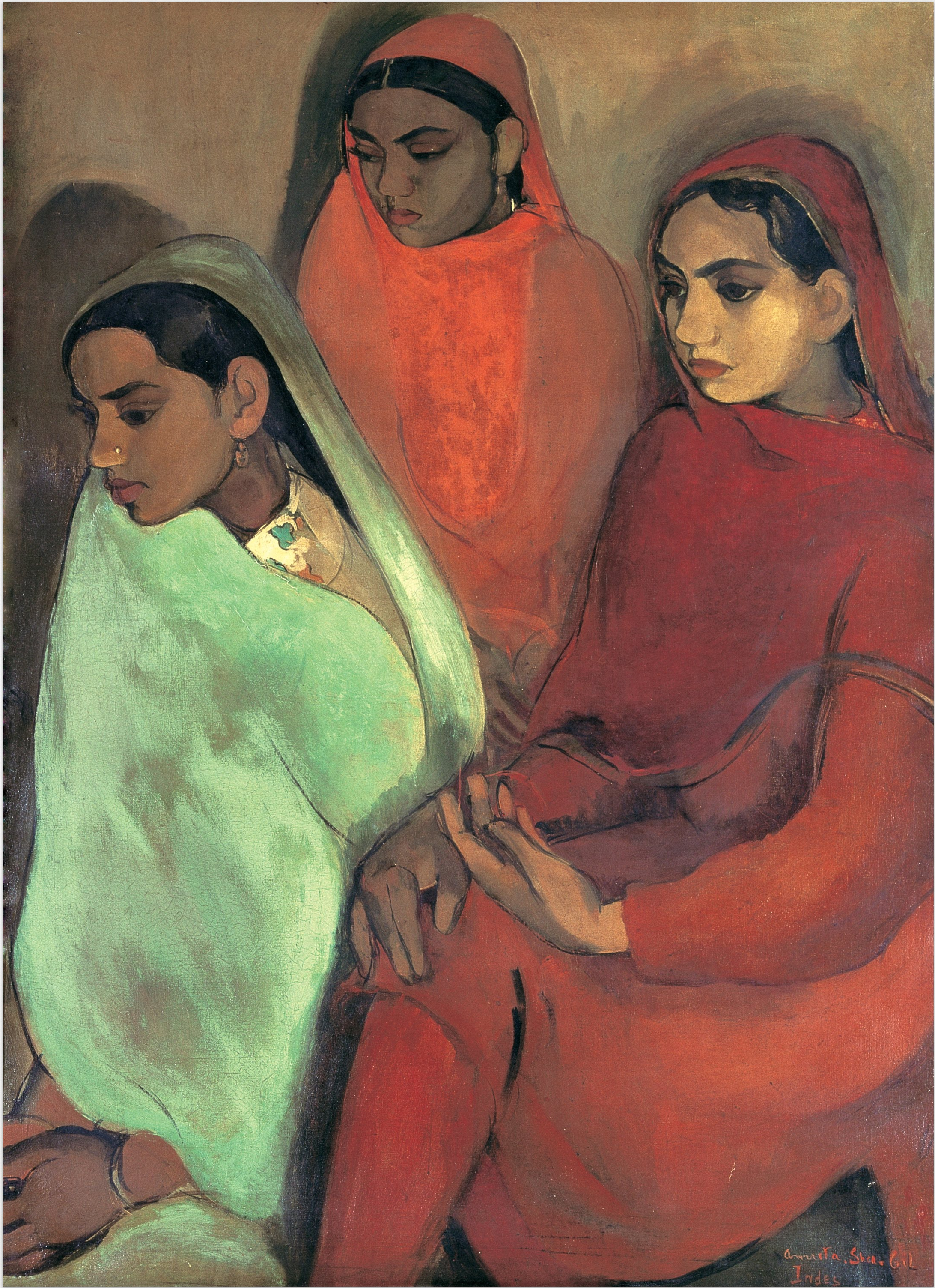
Group of Three Girls, 1935
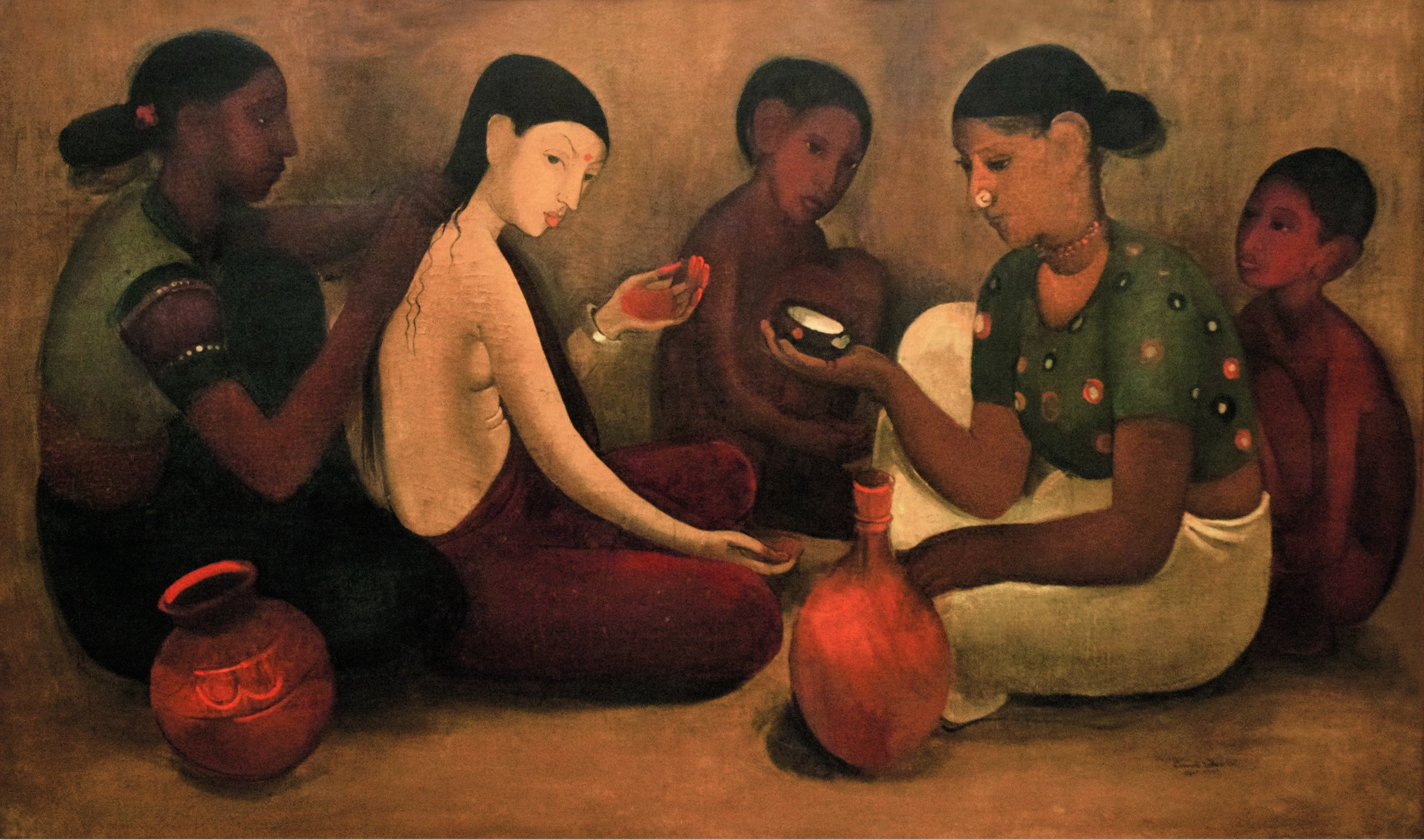
Bride's Wash Room, 1937

### Biografías
- Amrita Sher-Gil bio, arts. y obra.
- Amrita-it.com – A Resource site on Amrita Sher-Gil
- Amrita Sher-Gil Bio, Photos and Paintings Archivado el 22 de marzo de 2016 en Wayback Machine.
- Bio de la Artista Amrita Sher-Gil y fotos

### Pinturas
- Amrita Sher-Gil on Art and appreciation
- Amrita Sher-Gil Galería de Pinturas, Bio, Libros, Fotos Archivado el 22 de marzo de 2016 en Wayback Machine.
- Showcase:Amrita Sher-Gil en National Gallery of Modern Art
- A slideshow of Amrita Sher-Gil's painting at Tate Modern
- Lista de las pinturas más caras vendidas indias
- Amrita Sher-Gil exhibiciones en Tate Modern, Londres

- Datos: Q150312
- Multimedia: Amrita Sher-Gil / Q150312